# Provadijska reka
Il Provadijska reka (in bulgaro Провадийска река?) è un fiume della Bulgaria nord-orientale.

## Etimologia
Il Provadijska reka significa letteralmente fiume di Provadija, la città bulgara da cui prende il nome.

## Geografia
Il Provadijska reka, lungo 119 km e avente un bacino di 2132 km², nasce nel villaggio di Dobri Vojnikovo, nella regione di Šumen, e scorre verso sud-est, descrivendo poi un'accentuata curva verso nord-est, fino a sfociare nel lago Devnja, presso Devnja; quest'ultimo, essendo congiunto al lago di Varna, direttamente collegato al Mar Nero, è parte del bacino di drenaggio di quest'ultimo.